# Brumas de inquietud
Brumas de inquietud es una película de drama basada en una novela de Lenore J. Coffee.

## Argumento
Mark Trevor (Sean Connery) es un periodista que durante la Segunda Guerra Mundial trabaja para la BBC y se encuentra atrapado entre dos mujeres; la deslumbrante Sara Scott (Lana Turner), quien es una corresponsal de guerra americana en Inglaterra, y su esposa, Kay (Glynis Johns). 
Mark y Sara inician un tumultuoso romance con dramáticas consecuencias cuando el avión donde viaja el joven, que iba a realizar un reportaje, se estrella en pleno vuelo y aquel muere.
Después de recuperarse de una depresión por tan irreparable pérdida, Sara intenta reconciliarse consigo misma visitando a la viuda de su amante...

## Reparto
- Lana Turner: Sara Scott

- Barry Sullivan: Carter Reynolds

- Glynis Johns: Kay Trevor

- Sean Connery: Mark Trevor

- Sidney James: Jake Klein

- Terence Longdon: Alan Thompson

- Doris Hare: Sra. Búnker

- Martin Stephens: Brian Trevor

- Julian Somers: Director del Hotel

- Jane Welsh: Jonesy

- Bill Fraser: Sargento

- Robin Bailey: Capitán Barnes

- John Le Mesurier: Dr. Aldridge

- Cameron Hall: Alfy

- Terence Labrosse: Alan Thompson

## Créditos
Basada en una novela de Lenore J. Coffee.
- Director: Lewis Allen

- Guionista: Stanley Mann

- Director de Fotografía: Jack Hildyard

- Director artístico: Tom Monahan

- Editor: Geoffrey Foot.

- Productores: Joseph Kaufman y E.M. Smedley Aston.

- Diseño de producción: Thomas H. Moraham.

- Vestuario: Laura Nightingale.

- Música: Douglas Gamley.

Duración: 98 minutos.
Para los Créditos completos ver laFicha IMDb